# Жамбълска област
Жамбълска област (на казахски: Жамбыл облысы; на руски: Жамбылская область) е една от 14-те области на Казахстан. Площ 144 264 km² (10-о място по големина в Казахстан, 5,3% от нейната площ). Население на 1 януари 2019 г. 1 125 442 души (5-о място по население в Казахстан, 6,12% от нейното население). Административен център град Тараз. Разстояние от Астана до Тараз 1153 km.

## Историческа справка
Град Тараз е утвърден за градско селище под името Аулие-Ата през 1864 г. (от 1938 г. Джамбул, от 8 януари 1993 г. Тараз). Останалите три град в областта са признати за такива по време на съветската власт: Шу (1960 г.), Каратау (1963 г.), Жанатас (1969 г.). Жамбълска област е образувана под името Джамбулска област на 14 октомври 1939 г. от 9 района от Южноказахстанска област и 3 района от Алма-Атинска област. На 4 май 1993 г. е преименувана на Жамбълска област.

## Географска характеристика
Жамбълска област е разположена в южната част на Казахстан. На юг граничи с Чуйска и Таласка област на Киргизстан, на запад – с Туркестанска област, на север – с Карагандинска област и на изток – с Алматинска област. В тези си граници заема площ от 144 264 km² (10-о място по големина в Казахстан, 5,3% от нейната площ). Дължина от запад на изток 500 km, ширина от север на юг 400 km.
Като цяло територията на областта е предимно равнинна. Цялата северна част (около 1/3 от площта ѝ) се заема от глинестата пустиня Бетпак Дала, която се спуска със стръмен откос на юг към долината на река Чу. Южно и западно от реката е разположена пясъчната пустиня Мойънкум със своите дълги пясъчни валове и дюни. В югозападната част се простира хребета Каратау (крайно северозападно разклонение на Тяншан) с височина до 1660 m, а на изток и югоизток са хребетите Желтау и Айнау (до 1506 m), части от Чу-Илийските планини. Най-южните части на областта са заети от северния склон на Киргизкия хребет (Северозападен Тяншан) с максимална височина 4167 m (42°25′28″ с. ш. 73°25′18″ и. д. / 42.424444° с. ш. 73.421667° и. д.), издигаща се на границата с Киргизстан.
За северната равнинна част на областта е характерен рязко континенталния климат с относително студена зима (средна януарска температура от -10 °C до -14 °C) и горещо и сухо лято (средна юлска температура 25 – 27 °C). Годишната сума на валежите е 100 – 200 mm. В предпланинската зона климатът е по-мек (средна януарска температура от -5 °C до -8 °C, средна юлска 20 – 22 °C), сумата на валежите е до 350 mm, а в планините от 500 – 600 до 700 – 900 mm. Продължителността на вегетационния период (минимална денонощна температура 5 °C) в равнинните и предпланински райони е 200 – 225 денонощия, като годишната сума на положителните температури е от 3100 °C на север до 4000 °C на юг.
Речната мрежа в областта е рядка. Северната част е почти лишена от повърхностен отток, като на отделни места се срещат временни потоци. Основните реки са Чу, Талас, Аса и други по-малки, които се стичат основно от Киргизкия хребет и се губят в пясъците на Мойънкум или водите им напълно се използват за напояване. В североизточните предели на областта попада югозападната (сладководна) част на голямото езеро Балхаш, а други по-големи (някои от тях временни) езера са Бийликол, Аккол, Ашчъкол.
Почвената и растителната покривка в областта е разнообразна. Равнините и ниските предпланински части (до височина 800 m) са заети от пелиново-солянкова растителност, развита върху сивокафяви пустинни почви, като на места има такири и солончаци, а по пясъчните дюни расте саксаул. По долините на реките има малки галерийни гори и тръстики. На височина от 800 до 1500 m върху сивоземни почви са развити пелиново-тревисти и коилово-типчакови степи, сменящи се по-нагоре с планински тревисти степи. Тези територии са основните земеделски райони на областта. От 1500 – 1700 до 2000 m върху планински кестеняви почви са разпространени планински тревисти степи и редки гори от осика и тяншански смърч. В Киргизкия хребет районите над 2100 m са заети от субалпийски и алпийски пасища. В пустините има много гризачи: пясъчен лалугер, различни видове пустинни мишки, зайци; копитни: антилопа джейран, сърна (в малките горички по долините на реките), сайга, в планините – планински козел, архар (планински овен); хищници: вълк, лисица корсак, язовец, невестулка. Долините на реките Чу и Талас се обитават от диви свине. Влечугите са представени от змии, костенурки, гущери и др., а безгръбначните – от фаланга, каракурт, тарантула, скорпион.

## Население
На 1 януари 2019 г. населението на Жамбълска област област е наброявало 1 125 442 души (6,12% от населението на Казахстан). Гъстота 7,89 души/km². Етнически състав: казахи 72,73%, руснаци 9,78%, дунгани 5,20%, турци 3,05%, узбеки 2,53%, кюрди 1,37%, азербайджанци 1,13% и др.

## Административно-териториално деление
В административно-териториално отношение Жамбълска област се дели на 10 административни района, 4 града, в т.ч. 1 град с областно подчинение и 3 града с районно подчинение и 1 селище от градски тип.
| Административна единица    | Площ (km²) | Население (2019 г.) | Административен център | Население (2019 г.) | Разстояние до Тараз (в km) | Други градове и сгт с районно подчинение |
| -------------------------- | ---------- | ------------------- | ---------------------- | ------------------- | -------------------------- | ---------------------------------------- |
| Град с областно подчинение |            |                     |                        |                     |                            |                                          |
| 1. Тараз                   | 188        | 357 791             | гр. Тараз              | 357 791             | -                          |                                          |
| Административен район      |            |                     |                        |                     |                            |                                          |
| 1.Байзакски район          | 4500       | 105 948             | с. Саръкемер           | 31 435              | 16                         |                                          |
| 2.Жамбълски район          | 4300       | 82 902              | с. Асса                | 8640                | 24                         |                                          |
| 3.Жуалински район          | 4200       | 52 169              | с. Бауържан Момъшули   | 11 525              | 69                         |                                          |
| 4.Кордайски район          | 8973       | 143 827             | аул Кордай             | 25 542              | 301                        |                                          |
| 5.Меркенски район          | 7100       | 84 760              | с. Мерке               | 11 905              | 163                        | Гранитогорск                             |
| 6.Мойънкумски район        | 50 400     | 32 539              | аул Мойънкум           | 8607                | 371                        |                                          |
| 7.Рискуловски район        | 10 500     | 64 512              | аул Кулан              | 13 554              | 127                        |                                          |
| 8.Сарисуски район          | 31 300     | 44 184              | гр. Жанатас            | 22 307              | 179                        |                                          |
| 9.Таласки район            | 12 200     | 55 117              | гр. Каратау            | 30 201              | 109                        |                                          |
| 10.Шуски район             | 12 000     | 101 693             | аул Толе би            | 21 104              | 240                        | гр. Шу                                   |